# Commelina scaposa
Commelina scaposa là một loài thực vật có hoa trong họ Commelinaceae. Loài này được C.B.Clarke ex De Wild. & T.Durand mô tả khoa học đầu tiên năm 1899.